# Scalinatella/Oh! Susanna
Scalinatella/Oh! Susanna è un singolo di Renato Carosone, con la denominazione Trio Carosone, pubblicato nel 1951 dalla casa discografica Pathé.

## Descrizione
Il disco segna il debutto discografico di Carosone, con il suo trio; il brano sul lato A, Scalinatella, era stato nel 1948 uno dei primi successi di Roberto Murolo, e come riportato sull'etichetta viene cantato da Van Wood in napoletano e in inglese, mentre il brano sul retro era la cover di Oh! Susanna, risalente al 1848, ed è interpretato in lingua originale.
Il disco venne pubblicato con copertina standard forata.

## Tracce
LATO A
1. Scalinatella (testo: Enzo Bonagura – musica: Giuseppe Cioffi)

LATO B
1. Oh! Susanna (Stephen Foster)

## Formazione
- Peter Van Wood: voce solista, chitarra
- Gegé Di Giacomo: batteria
- Renato Carosone: pianoforte